# Cayo North
Cayo North – jednomandatowy okręg wyborczy w wyborach do Izby Reprezentantów, niższej izby parlamentu Belize. Obecnym reprezentantem tego okręgu jest polityk Zjednoczonej Partii Ludowej Joseph Mahmud.
Okręg Cayo North znajduje się dystrykcie Cayo w zachodniej części kraju, wzdłuż granicy z Gwatemalą.
Utworzony został w roku: 1961.

## Posłowie
| Rok   | Poseł              |  | Partia |
| ----- | ------------------ |  | ------ |
| 1984  | Salvador Fernandez |  | UDP    |
| 1989  | Salvador Fernandez |  | UDP    |
| 1993  | Salvador Fernandez |  | UDP    |
| 1998  | Salvador Fernandez |  | UDP    |
| 2003  | Ainslie Leslie     |  | PUP    |
| 2008. | Salvador Fernandez |  | UDP    |
| 2012  | Joseph Mahmud      |  | PUP    |